# В чаще
«В чаще» (яп. 藪の中 Ябу но нака) — рассказ японского писателя Рюноскэ Акутагавы, впервые напечатанный в литературном журнале Синтё в январе 1922 года. По мотивам рассказа режиссёр Акира Куросава в 1950 году снял фильм «Расёмон», который завоевал множество кинопремий, в том числе «Оскар».
Другие названия в русском переводе: «В бамбуковой роще», «Кто убил Такэхиро».

## Сюжет
В лесу находят мёртвого самурая. Подозреваемый — разбойник. На суде он признаётся в убийстве и рассказывает, что ему понравилась жена самурая, после чего разбойник заманил обоих в чащу, привязал самурая к дереву и надругался над его женой у него на глазах. После этого он предложил женщине бежать с ним, на что та ответила, что один из мужчин должен умереть. Разбойник развязал самурая и убил его в честном бою, но к этому времени женщина уже убежала.
После этого свои показания даёт вдова в форме исповеди в буддийском храме. По её словам, разбойник надругался над ней и сразу после этого убежал. Она предложила мужу умереть вместе, так как не могла пережить позор. Женщина заколола самурая и должна была убить себя, однако упала в обморок, а когда очнулась, испугалась и убежала.
Ещё одну версию произошедшего рассказывает дух убитого. Он говорит, что после овладения женщиной разбойник стал уговаривать её уйти с ним. Женщина поймала на себе презрительный взгляд мужа и сказала разбойнику, чтобы тот убил самурая. Не перенеся такого вероломства, насильник ударил женщину и развязал самурая. В это время женщина сбежала, а самурай покончил с собой.

## Экранизации

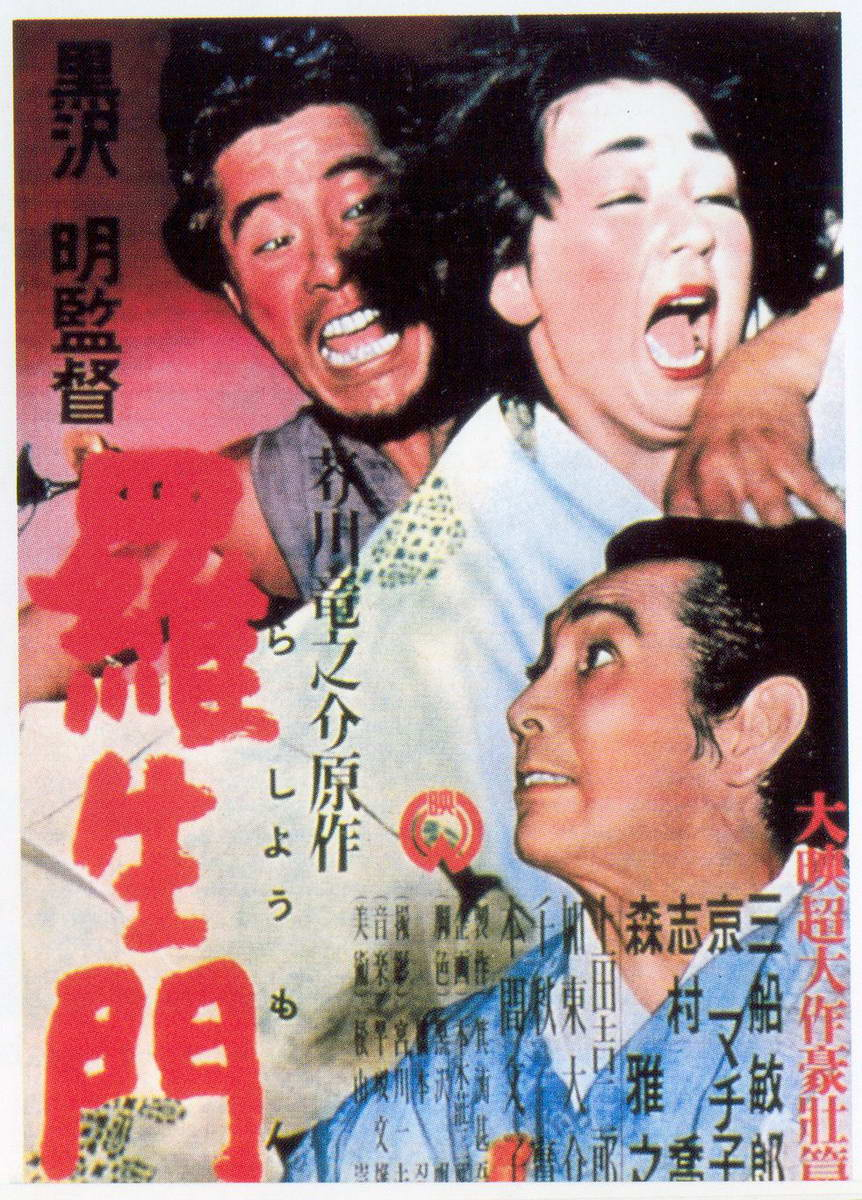
Постер фильма «Расёмон»

По мотивам рассказа было снято несколько художественных фильмов:
- «Расёмон» (яп. 羅生門, 1950) — реж. Акира Куросава
- «В тот день» (там. அந்த நாள்; англ. Andha Naal (That Day), 1954) — реж. Сундарам Балачандер[англ.][источник не указан 2425 дней]
- «Гнев» (англ. The Outrage, 1964) — реж. Мартин Ритт
- «Железный лабиринт» (англ. Iron Maze, 1991) — реж. Хироаки Ёсида
- «В роще» (яп. 籔の中, 1996) — реж. Хисаясу Сато[англ.]
- «Misty» (1997) — реж. Кэнки Саэгуса
- «Тадзёмару» (яп. TAJOMARU, 2009) — реж. Хироюки Накано
- «В подземелье» (тайск. อุโมงค์ผาเมือง; англ. U mong pa meung / The Outrage, 2011) — реж. М.Л. Пандеваноп Девакул[тайск.]
- «В роще» (англ. In a Grove, 2011) — реж. Mike Bazanele[1]
- «Мешок без дна» (2017) — реж. Рустам Хамдамов[2]
- «Японский Бог» (2019) — реж. Александр Басов

## В популярной культуре
- «В чаще» — любимая история Пса-призрака, главного героя из фильма «Пёс-призрак: путь самурая».
- В эпизоде «„Из открытого космоса“ Джо Чанга» сериала «Секретные материалы» главные герои также сталкиваются с противоречащими друг другу свидетельскими показаниями.
- Сюжет эпизода «В перспективе» сериала «Звёздный путь: Следующее поколение» также показывает зрителю противоположные показания, путающие расследование убийства, — однако здесь, в отличие от произведения Акутагавы, истина была обнаружена.

Название рассказа стало идиомой в Японии, употребляющейся для обозначения ситуации, когда вывод сделать нельзя, потому что доказательств недостаточно или они противоречивы. Похожие термины: «в темноте» (яп. 闇の中 Ями но нака) и «в тумане» (яп. 霧の中 Кири но нака). Однако в рассказе отсутствует какое-либо прямое определение, упоминание или указание противоречивости. В рассказе только истории от причастных лиц, читатель неявным образом поставлен в позицию следователя, автор же искусно использует эзопов язык.

## Переводы
- Н. Фельдман — «В чаще».
- Р. Ким — «В бамбуковой роще».